# Међународни рачуноводствени стандард 21
МРС 21 - Учинци промена курсева размене страних валута
Предузеће може да обавља активности у иностранству на два начина. Може да има послове у страним валутама или може да послује у иностранству. Да би се пословне промене у страној валути и пословања у иностранству обухватиле финансијским извештајима предузећа морају бити изражене у извештајној валути предузећа, а финансијски извештаји пословања у иностранству мора да се преведу у извештајну валуту предузећа. Главна питања рачуноводственог обухватања пословних промена у страним валутама и пословања у иностранству односе се на одређивање девизног курса који се примењује и како да се у финансијским извештајима призна финансијски учинак промена курсева размене. Девизни курс или курс размене је однос у којем се размењују две валуте, а курсна разлика је разлика која произилази из исказивања истог броја јединица стране валуте у извештајну валуту по различитим курсевима размене у току периода у односу на почетни период. У зависности од тога да ли је остварена позитивна или негативна курсна разлика признаје се као приход или расход у Билансу успеха .